# Miniera di Virginia City
La miniera di Virginia City è stata la miniera della cittadina di Virginia City, nonché cuore del commercio nella piccola cittadina.

## Storia
Verso la metà dell'800 avvenne un grave incidente nella miniera, nel quale persero la vita molti minatori. Ciò accadde per colpa di un incendio scoppiato nelle gallerie della miniera.